# Fußball-Weltmeisterschaft 2002/Gruppe G
| Pl. | Land     | Sp. | S | U | N | Tore    | Diff. | Punkte |
| --- | -------- | --- | - | - | - | ------- | ----- | ------ |
| 1.  | Mexiko   | 3   | 2 | 1 | 0 | 004:200 | +2    | 07     |
| 2.  | Italien  | 3   | 1 | 1 | 1 | 004:300 | +1    | 04     |
| 3.  | Kroatien | 3   | 1 | 0 | 2 | 002:300 | −1    | 03     |
| 4.  | Ecuador  | 3   | 1 | 0 | 2 | 002:400 | −2    | 03     |

Gruppe G der Fußball-Weltmeisterschaft 2002:

## Kroatien – Mexiko 0:1 (0:0)
| Kroatien                                                        | Kroatien | Mexiko | Mexiko |
| --------------------------------------------------------------- | --- | --- | ------ |
| Kroatien                                                        | \| 1. Spieltag \| \| 3. Juni 2002 um 15:30 Uhr in Niigata (Niigata-Big-Swan-Stadion) \| \| Zuschauer: 32.239 \| \| Schiedsrichter: Lu Jun ( Volksrepublik China) \| \| Spielbericht \|                                                                   | \| 1. Spieltag \| \| 3. Juni 2002 um 15:30 Uhr in Niigata (Niigata-Big-Swan-Stadion) \| \| Zuschauer: 32.239 \| \| Schiedsrichter: Lu Jun ( Volksrepublik China) \| \| Spielbericht \|                                                                                   | Mexiko |
| Kroatien                                                        | Stipe Pletikosa – Josip Šimunić, Robert Kovač, Boris Živković – Niko Kovač, Zvonimir Soldo, Stjepan Tomas, Robert Jarni – Robert Prosinečki (46. Milan Rapaić) – Davor Šuker (64. Daniel Šarić), Alen Bokšić (67. Mario Stanić) Cheftrainer: Mirko Jozić | Óscar Pérez Rojas – Salvador Carmona, Rafael Márquez , Manuel Vidrio – Gerardo Torrado – Sigifredo Mercado, Braulio Luna, Gabriel Caballero, Ramón Morales – Jared Borgetti (68. Luis Hernández), Cuauhtémoc Blanco (79. Francisco Palencia) Cheftrainer: Javier Aguirre | Mexiko |
| Kroatien                                                        | 0:1 Blanco (61. Elfmeter) | | Mexiko |
| Kroatien                                                        | Živković (59.) | | Mexiko |
| Kroatien                                                        | Spieler des Spiels: Braulio Luna (Mexiko) | | Mexiko |
| 1. Spieltag                                                     | | |        |
| 3. Juni 2002 um 15:30 Uhr in Niigata (Niigata-Big-Swan-Stadion) | | |        |
| Zuschauer: 32.239                                               | | |        |
| Schiedsrichter: Lu Jun ( Volksrepublik China)                   | | |        |
| Spielbericht                                                    | | |        |

## Italien – Ecuador 2:0 (2:0)
| Italien                                             | Italien | Ecuador | Ecuador |
| --------------------------------------------------- | --- | --- | ------- |
| Italien                                             | \| 1. Spieltag \| \| 3. Juni 2002 um 20:30 Uhr in Sapporo (Sapporo Dome) \| \| Zuschauer: 31.081 \| \| Schiedsrichter: Brian Hall ( Vereinigte Staaten) \| \| Spielbericht \| | \| 1. Spieltag \| \| 3. Juni 2002 um 20:30 Uhr in Sapporo (Sapporo Dome) \| \| Zuschauer: 31.081 \| \| Schiedsrichter: Brian Hall ( Vereinigte Staaten) \| \| Spielbericht \|                                                                                               | Ecuador |
| Italien                                             | Gianluigi Buffon – Christian Panucci, Fabio Cannavaro, Alessandro Nesta, Paolo Maldini – Gianluca Zambrotta, Luigi Di Biagio (69. Gennaro Gattuso), Damiano Tommasi, Cristiano Doni (65. Angelo Di Livio) – Francesco Totti (74. Alessandro Del Piero) – Christian Vieri Cheftrainer: Giovanni Trapattoni | José Cevallos – Ulises de la Cruz, Augusto Porozo, Iván Hurtado, Raúl Guerrón – Edison Méndez, Alfonso Obregón, Edwin Tenorio (59. Walter Ayoví), Cléber Chalá (85. Nicolás Asencio) – Álex Aguinaga (46. Carlos Tenorio) – Agustín Delgado Cheftrainer: Hernán Darío Gómez | Ecuador |
| Italien                                             | 1:0 Vieri (7.) 2:0 Vieri (27.) | | Ecuador |
| Italien                                             | Cannavaro (81.) | Porozo (14.), de la Cruz (49.), Chalá (54.) | Ecuador |
| Italien                                             | Spieler des Spiels: Christian Vieri (Italien) | | Ecuador |
| 1. Spieltag                                         | | |         |
| 3. Juni 2002 um 20:30 Uhr in Sapporo (Sapporo Dome) | | |         |
| Zuschauer: 31.081                                   | | |         |
| Schiedsrichter: Brian Hall ( Vereinigte Staaten)    | | |         |
| Spielbericht                                        | | |         |

## Italien – Kroatien 1:2 (0:0)
| Italien                                                        | Italien | Kroatien | Kroatien |
| -------------------------------------------------------------- | --- | --- | -------- |
| Italien                                                        | \| 2. Spieltag \| \| 8. Juni 2002 um 18:00 Uhr in Kashima (Ibaraki-Kashima-Stadion) \| \| Zuschauer: 36.472 \| \| Schiedsrichter: Graham Poll ( England) \| \| Spielbericht \|                                                                                                   | \| 2. Spieltag \| \| 8. Juni 2002 um 18:00 Uhr in Kashima (Ibaraki-Kashima-Stadion) \| \| Zuschauer: 36.472 \| \| Schiedsrichter: Graham Poll ( England) \| \| Spielbericht \|                                                                      | Kroatien |
| Italien                                                        | Gianluigi Buffon – Christian Panucci, Fabio Cannavaro, Alessandro Nesta (23. Marco Materazzi), Paolo Maldini – Gianluca Zambrotta, Cristiano Zanetti, Damiano Tommasi, Cristiano Doni (79. Filippo Inzaghi) – Francesco Totti – Christian Vieri Cheftrainer: Giovanni Trapattoni | Stipe Pletikosa – Josip Šimunić, Robert Kovač, Stjepan Tomas – Daniel Šarić, Zvonimir Soldo (63. Jurica Vranješ), Niko Kovač, Robert Jarni – Milan Rapaić (79. Dario Šimić), Davor Vugrinec (57. Ivica Olić) – Alen Bokšić Cheftrainer: Mirko Jozić | Kroatien |
| Italien                                                        | 1:0 Vieri (55.) | 1:1 Olić (73.) 1:2 Rapaic (76.) | Kroatien |
| Italien                                                        | Vieri (51.) | R. Kovač (39.) | Kroatien |
| Italien                                                        | Spieler des Spiels: Milan Rapaić (Kroatien) | | Kroatien |
| 2. Spieltag                                                    | | |          |
| 8. Juni 2002 um 18:00 Uhr in Kashima (Ibaraki-Kashima-Stadion) | | |          |
| Zuschauer: 36.472                                              | | |          |
| Schiedsrichter: Graham Poll ( England)                         | | |          |
| Spielbericht                                                   | | |          |

## Mexiko – Ecuador 2:1 (1:1)
| Mexiko                                             | Mexiko | Ecuador | Ecuador |
| -------------------------------------------------- | --- | --- | ------- |
| Mexiko                                             | \| 2. Spieltag \| \| 9. Juni 2002 um 15:30 Uhr in Rifu (Miyagi-Stadion) \| \| Zuschauer: 45.610 \| \| Schiedsrichter: Mourad Daami ( Tunesien) \| \| Spielbericht \| | \| 2. Spieltag \| \| 9. Juni 2002 um 15:30 Uhr in Rifu (Miyagi-Stadion) \| \| Zuschauer: 45.610 \| \| Schiedsrichter: Mourad Daami ( Tunesien) \| \| Spielbericht \| | Ecuador |
| Mexiko                                             | Óscar Pérez Rojas – Salvador Carmona, Rafael Márquez , Manuel Vidrio – Gerardo Torrado – Jesús Arellano, Braulio Luna, Johan Rodríguez (88. Gabriel Caballero), Ramón Morales – Jared Borgetti (77. Luis Hernández), Cuauhtémoc Blanco (90. Sigifredo Mercado) Cheftrainer: Javier Aguirre | José Cevallos – Ulises de la Cruz, Augusto Porozo, Iván Hurtado , Raúl Guerrón – Edison Méndez, Alfonso Obregón (58. Álex Aguinaga), Edwin Tenorio (35. Marlon Ayoví), Cléber Chalá – Iván Kaviedes (53. Carlos Tenorio), Agustín Delgado Cheftrainer: Hernán Darío Gómez | Ecuador |
| Mexiko                                             | 1:1 Borgetti (28.) 2:1 Torrado (56.) | 0:1 Delgado (5.) | Ecuador |
| Mexiko                                             | Torrado (65.) | Kaviedes (15.), Cevallos (26.), Guerrón (49.), C. Tenorio (60.) | Ecuador |
| Mexiko                                             | Spieler des Spiels: Gerardo Torrado (Mexiko) | | Ecuador |
| 2. Spieltag                                        | | |         |
| 9. Juni 2002 um 15:30 Uhr in Rifu (Miyagi-Stadion) | | |         |
| Zuschauer: 45.610                                  | | |         |
| Schiedsrichter: Mourad Daami ( Tunesien)           | | |         |
| Spielbericht                                       | | |         |

## Mexiko – Italien 1:1 (1:0)
| Mexiko                                            | Mexiko | Italien | Italien |
| ------------------------------------------------- | --- | --- | ------- |
| Mexiko                                            | \| 3. Spieltag \| \| 13. Juni 2002 um 20:30 Uhr in Ōita (Ōita Stadium) \| \| Zuschauer: 39.291 \| \| Schiedsrichter: Carlos Simon ( Brasilien) \| \| Spielbericht \| | \| 3. Spieltag \| \| 13. Juni 2002 um 20:30 Uhr in Ōita (Ōita Stadium) \| \| Zuschauer: 39.291 \| \| Schiedsrichter: Carlos Simon ( Brasilien) \| \| Spielbericht \| | Italien |
| Mexiko                                            | Óscar Pérez Rojas – Salvador Carmona, Rafael Márquez , Manuel Vidrio – Gerardo Torrado – Jesús Arellano, Braulio Luna, Johan Rodríguez (76. Gabriel Caballero), Ramón Morales (76. Rafael García) – Jared Borgetti (80. Francisco Palencia), Cuauhtémoc Blanco Cheftrainer: Javier Aguirre | Gianluigi Buffon – Christian Panucci (63. Francesco Coco), Fabio Cannavaro, Alessandro Nesta, Paolo Maldini – Gianluca Zambrotta, Cristiano Zanetti, Damiano Tommasi – Francesco Totti (78. Alessandro Del Piero) – Filippo Inzaghi (56. Vincenzo Montella), Christian Vieri Cheftrainer: Giovanni Trapattoni | Italien |
| Mexiko                                            | 1:0 Borgetti (35.) | 1:1 Del Piero (85.) | Italien |
| Mexiko                                            | Arellano (2.), Pérez (84.) | Cannavaro (5.), Panucci (9.), Totti (43.), Zambrotta (55.), Montella (57.) | Italien |
| Mexiko                                            | Spieler des Spiels: Cuauhtémoc Blanco (Mexiko) | | Italien |
| 3. Spieltag                                       | | |         |
| 13. Juni 2002 um 20:30 Uhr in Ōita (Ōita Stadium) | | |         |
| Zuschauer: 39.291                                 | | |         |
| Schiedsrichter: Carlos Simon ( Brasilien)         | | |         |
| Spielbericht                                      | | |         |

## Ecuador – Kroatien 1:0 (0:0)
| Ecuador                                                                 | Ecuador | Kroatien | Kroatien |
| ----------------------------------------------------------------------- | --- | --- | -------- |
| Ecuador                                                                 | \| 3. Spieltag \| \| 13. Juni 2002 um 20:30 Uhr in Yokohama (International Stadium Yokohama) \| \| Zuschauer: 65.862 \| \| Schiedsrichter: William Mattus ( Costa Rica) \| \| Spielbericht \|                                                         | \| 3. Spieltag \| \| 13. Juni 2002 um 20:30 Uhr in Yokohama (International Stadium Yokohama) \| \| Zuschauer: 65.862 \| \| Schiedsrichter: William Mattus ( Costa Rica) \| \| Spielbericht \|                                                     | Kroatien |
| Ecuador                                                                 | José Cevallos – Ulises de la Cruz, Augusto Porozo, Iván Hurtado , Raúl Guerrón – Edison Méndez, Marlon Ayoví, Alfonso Obregón (40. Álex Aguinaga), Cléber Chalá – Carlos Tenorio (76. Iván Kaviedes), Agustín Delgado Cheftrainer: Hernán Darío Gómez | Stipe Pletikosa – Josip Šimunić, Robert Kovač, Stjepan Tomas – Dario Šimić (52. Davor Vugrinec), Daniel Šarić (68. Mario Stanić), Niko Kovač (59. Jurica Vranješ), Robert Jarni – Milan Rapaić – Ivica Olić, Alen Bokšić Cheftrainer: Mirko Jozić | Kroatien |
| Ecuador                                                                 | 1:0 Méndez (48.) | | Kroatien |
| Ecuador                                                                 | Chalá (86.) | Tomas (71.), Šimunić (90.+2') | Kroatien |
| Ecuador                                                                 | Spieler des Spiels: Édison Méndez (Ecuador) | | Kroatien |
| 3. Spieltag                                                             | | |          |
| 13. Juni 2002 um 20:30 Uhr in Yokohama (International Stadium Yokohama) | | |          |
| Zuschauer: 65.862                                                       | | |          |
| Schiedsrichter: William Mattus ( Costa Rica)                            | | |          |
| Spielbericht                                                            | | |          |